# Šibki izospin
Šibki izospin (oznaka {\displaystyle T\,} ali {\displaystyle I\,}) je v fiziki osnovnih delcev eno izmed kvantnih števil. Povezan je s šibkimi interakcijami. Spada med kvantna števila okusa. Komponento šibkega izospina (v smeri osi-z) označujemo s {\displaystyle T_{z}\,} ali {\displaystyle T_{3}\,} (tudi  z {\displaystyle I_{z}\,} ali {\displaystyle I_{3}\,}). Šibki izospin je podoben izospinu, ki se uporablja pri močnih interakcijah. Z običajnim spinom nima ničesar skupnega, razen imena. 
Leptoni ne sodelujejo v močnih interakcijah in zanje ne moremo določiti šibkega izospina. Zanje je šibki izospin enak 0. Šibki izospin je za šibke interakcije to, kar je za močne interakcije barvni naboj

## Povezava s kiralnostjo
Vse fermione lahko združimo v skupine (multiplete), ki se enako obnašajo v šibkih interakcijah. Se pa razlikujejo v masi.
Fermioni z negativno kiralnostjo (to so levosučni fermioni) imajo izospin enak ½ in jih lahko združujemo v skupine po dva (dublet) s T3 = ±1/2, ki se obnašajo enako pri šibkih interakcijah.
Fermioni s pozitivno kiralnostjo (to so desnosučni fermioni) imajo šibki izospin enak 0 (T = 0). Ta vrsta fermionov tvori singlete in niso podvrženi šibkim interakcijam.
Med šibkim izospinom (T3) in  šibkim hipernabojem (YW) ter eklektričnim nabojem (q) je naslednja povezava :
{\displaystyle q=T_{3}+{\frac {Y_{\mathrm {W} }}{2}}.}
kjer je
- {\displaystyle q\,} električni naboj
- {\displaystyle T_{3}\,} tretja komponenta izospina
- {\displaystyle Y_{W}\,} šibki hipernaboj

## Ohranitev šibkega izospina
Za šibki izospin velja ohranitveni zakon, ki pravi, da se v vseh šibkih interakcijah ohranja šibki izospin. Vsota šibkih izospinov vseh delcev, ki vstopajo v reakcijo, je enaka vsoti vseh šibkih izospinov delcev, ki izstopajo iz reakcije.